# Dee Nasty
Dee Nasty, pseudonimo di Daniel Bigeault (Parigi, 1960), è un disc jockey, produttore discografico e rapper francese, pioniere dell'hip hop a Parigi, in Francia.
Dee Nasty, il padre parigino dell'hip hop, è uno dei primi DJ di Radio Nova, è inoltre conosciuto per aver prodotto il primo disco hip hop in Francia.

## Biografia
Dee Nasty iniziò la sua carriera di DJ nel 1981 dopo aver scoperto l'hip hop già a partire dal 1979. Dal 1985 ando formandosi una prestigiosa reputazione di promotore e produttore di musica hip hop. Dal 1987 si fece conoscere a livello internazionale partecipando al World DMC Championships, grazie al fatto di essere stato campione DMC di Francia dal 1986 al 1988. L'esperienza internazionale ha avuto il suo culmine all'European DMC Championships del 1990 in cui divenne campione. Negli anni ha continuato a lavorare sulla scena francese, realizzando collaborazioni per diversi importanti lavori discografici.

## Discografia
- 1984 : Paname City Rappin''
- 1991 : Dee Nasty
- 1994 : Le Deenastyle
- 1988 : Megamixes, vol.1
- 1988 : Megamixes, vol.2
- 1988 : Megamixes, vol.3
- 1996 : Funky Mix Party 1
- 1996 : Funky Mix Party 2
- 1998 : Le diamant est éternel
- 1999 : Battle Breaks
- 2000 : DnD Groove Factory - A House Music Mix
- 2001 : Battle Breaks '82-'84
- 2001 : Nastycuts vol. 1
- 2001 : Nastyness
- 2004 : Nastycuts vol. 2
- 2004 : Underground forever
- 2009 : System Dee

### Maxi
- 1987 : Le Deenastyle
- 1989 : So Funky / Bouge
- 1994 : Never Justify
- 1994 : Soyez Responsables, avec Brigitte Dao
- 1994 : A nos amis, avec les Princes du Swing
- 1996 : Même le diable ne peut plus m'aider
- 1999 : Divine Connection / Tournez la Pages
- 2001 : Nastyness le EP

### Compilation
- 1983 : Orientic Groove
- 1989 : Funk A Size

## Partecipazioni
- 1993: Planète Mars - IAM (Traccia 2 - "Keep on scratching")
- 2002: Fighting Spirit - Manu le Malin (Traccia 7 - "Mutation")
- 2003: TR-303 - Triptik (Traccia 2 - "Hip hop")
- 2005: Future School - AMS Crew (Più tracce)